# Айтубійський сільський округ
Айтубі́йський сільський округ (каз. Айту бі ауылдық округі, рос. Айтубийский сельский округ) — адміністративна одиниця у складі Каратальського району Жетисуської області Казахстану. Адміністративний центр — село Кокпекті.
Населення — 1521 особа (2021; 1526 у 2009, 2004 у 1999, 2727 у 1989).
Станом на 1989 рік існувала Первомайська сільська рада (села Жасталап, Кожбан, Марчук, Перше Мая), село Айту перебувало у складі Жанаталапської сільської ради.

## Склад
До складу округу входять такі населені пункти:
| Населений пункт | Населення, осіб (1989) | Населення, осіб (1999) | Населення, осіб (2009) | Населення, осіб (2021) |
| --------------- | ---------------------- | ---------------------- | ---------------------- | ---------------------- |
| Айту, село      | 403                    | 438                    | 296                    | 271                    |
| Жасталап, село  | 981                    | 614                    | 438                    | 366                    |
| Кожбан, село    | 278                    | 182                    | 272                    | 171                    |
| Кокпекті, село  | 970                    | 770                    | 520                    | 713                    |
| Марчук, село    | 95                     | -                      | -                      | -                      |